# Bailey-Peptid-Synthese
Die Bailey-Peptid-Synthese ist eine 1949 von J. L. Bailey entwickelte Namensreaktion der Organischen Chemie. Sie ist eine Methode zur Peptidsynthese und beschreibt die Synthese eines Peptids ausgehend von der Reaktion von α-Aminosäure-N-carbonsäureanhydriden (NCAs oder Leuchs’sche Anhydride) mit Aminosäuren oder Peptid-Estern. Die Besonderheit dieser Namensreaktion ist die kurze Reaktionsdauer und die hohe Ausbeute des zu gewinnenden Peptids.

## Übersichtsreaktion
Die Reaktion lässt sich bei niedrigen Temperaturen in organischen Lösungsmitteln durchführen. Bei den Resten R1 bis R2 handelt es sich um organische Reste oder Wasserstoffatome, R3 entspricht dem Restkörper einer Aminosäure oder eines Peptidesters, zugehörig zur dargestellten Aminogruppe:

## Reaktionsmechanismus
Der Reaktionsmechanismus ist nicht genau bekannt. Es erfolgt ein nukleophiler Angriff der Aminogruppe auf das Kohlenstoffatom der Anhydridgruppe des N-Carbonsäureanhydrids (1). Nach einer intramolekularen Protonenwanderung erfolgt eine 1,4-Protonenverschiebung und die Abspaltung von Kohlenstoffdioxid, wodurch die Peptidbindung im Endprodukt (2) entsteht:

## Atomökonomie
Der atomökonomische Vorteil bei der Verwendung von NCAs zur Peptidbildung liegt darin, dass zur Reaktion mit Aminosäuren keine Schutzgruppe an der funktionellen Gruppe vorliegen muss. Beispielsweise basiert die Merrifield-Synthese auf einer Verwendung von Boc- und Bzl-Schutzgruppen, die im Anschluss der Reaktion noch zu entfernen sind. Im Fall der Bailey-Peptid-Synthese liegt nach der Reaktion direkt das freie Peptid vor. Allerdings besteht die Möglichkeit der Entstehung unerwünschter und schwer entfernbarer Nebenprodukte. Eine N-Substitution der NCA (beispielsweise durch einen o-Nitrophenylsulfenylrest) kann den anschließenden Reinigungsvorgang vereinfachen, verschlechtert jedoch im Umkehrschluss die Atomökonomie der Reaktion.
Die Synthese von NCAs kann mittels der Leuchs-Reaktion oder über die Umsetzung von N-(Benzyloxycarbonyl)-aminosäuren mit Oxalylchlorid erfolgen. Wobei im letzteren Fall wiederum im Sinne der Atomökonomie von einem weniger effizienten Verfahren gesprochen werden müsste.

## Synthetisierte Peptide
Folgende Peptide wurden bis 1949 mit dieser Methode synthetisiert:

- DL-Ala-Gly
- L-Tyr-Gly
- DL-Tyr-Tyr
- DL-Ala-DL-Ala-Gly
- DL-di-Ala-L-cystinyl-di-Gly
- DL-Ala-L-Tyr-Gly
- DL-Ala-L-Tyr-Gly-Gly
- DL-Ala-DL-Ala-L-Tyr-Gly-Gly
- L-Tyr-L-Tyr-L-Tyr
- L-Cystinyl-di-Gly